# Рюккерт, Фридрих
Фридрих Рюккерт (нем. Friedrich Rückert; 16 мая 1788, Швайнфурт — 31 января 1866, Нойзес близ Кобурга) — немецкий поэт, переводчик и учёный, профессор восточной литературы в Эрлангенском и Берлинском университетах. В ряде публикаций пользовался псевдонимом Фраймунд Раймар (Freimund Raimar). Отец Генриха Рюккерта.

## Биография
Фридрих Рюккерт  впервые обратил на себя внимание в 1814 году сборником стихотворений, проникнутых патриотическим духом, «Deutsche Gedichte» («Немецкие стихотворения», 1814; под псевдонимом Фраймунд Раймар). В него вошли «Geharnischte Sonette» («Бронированные сонеты», другой вариант перевода — «Сонеты в латах»; 1813) и другие циклы. В 1817 г. выпустил сборник «Der Kranz der Zeit» («Венок времени»); в 1822 г. — книгу подражаний Хафизу «Oestliche Rosen» («Восточные розы»), в 1823 — «Der Liebesfrühling» («Весна любви»); в 1836 г. напечатал обширное сочинение «Die Weisheit der Brahmanen» («Мудрость брахманов»; 6 т.).
Ранние произведения Рюккерта не были безупречными как со стороны формы, так и со стороны содержания, однако впоследствии он стал писать красивые, звучные и выразительные стихи (например, в «Liebesfrühling», где автор воспроизводит историю своей любви, а также в «Griechische Tageszeiten» («Греческие сезоны»)). Стихи давались ему очень легко. Тем не менее это имело и дурную сторону, потому что приучило его слишком быстро создавать свои произведения, не задумываясь над тем, есть ли у него что сказать читателю, — и из-под его пера иногда выходили малосодержательные, блещущие только изяществом формы стихотворения.
На стихи Рюккерта австрийским композитором Густавом Малером были написаны вокальные циклы «Песни на стихи Рюккерта» (нем. Rückert-Lieder) и «Песни об умерших детях» (нем. Kindertodtenlieder).

## Переводческая деятельность
Весьма велико значение Рюккерта как неутомимого переводчика, вдохновлённого примером Гердера и Гёте и задавшегося целью познакомить немецкую публику с произведениями восточных литератур. Его переводы или переделки «Наля и Дамаянти» (1845), «Рустема и Зораба» (1846), «Превращений Абу-Саида» (1844), «Гамаза» (1846), муаллаки Кааба бен Зогейра («Hamâsa» см. VIII, 52) не утратили значения и в наши дни. Многие оригинальные стихотворения Рюккерта, особенно любовные, также имеют местами восточную окраску и выдают своё близкое родство с арабскими или персидскими «газелями». После смерти Рюккерта были изданы переводы из Саади, Фирдоуси, Калидасы, также из Феокрита и Аристофана, а также перевод Корана (1888).
«Наль и Дамаянти» и «Рустем и Зораб» переведены В. А. Жуковским с немецкого перевода Рюккерта. Сочинения Рюккерта изданы в 1867—1869 гг. (12 томов). На русский язык стихотворения Рюккерта переводили А. Н. Плещеев, А. А. Фет, К. Р., Фёдор Сологуб, Н. А. Заболоцкий и другие известные поэты, а также переводчики А. Казарновский, В. Куприянов, В. Летучий, С. Таск, Б. Чулков.